# Капелна
Капелна је насељено место у саставу општине Виљево у Осјечко-барањској жупанији, Република Хрватска.

## Историја
До територијалне реорганизације у Хрватској налазила се у саставу старе општине Доњи Михољац.

## Становништво
На попису становништва 2011. године, Капелна је имала 294 становника.

## Попис 1991.
На попису становништва 1991. године, насељено место Капелна је имало 388 становника, следећег националног састава:
| Попис 1991.‍ | Попис 1991.‍ | Попис 1991.‍ | Попис 1991.‍ | Попис 1991.‍ |
| ----------- | ----------- | ----------- | ----------- | ----------- |
|             |             |             |             |             |
| Срби        | Срби        |             | 358         | 92,26%      |
| Југословени | Југословени |             | 17          | 4,38%       |
| Хрвати      | Хрвати      |             | 11          | 2,83%       |
| Мађари      | Мађари      |             | 1           | 0,25%       |
| Муслимани   | Муслимани   |             | 1           | 0,25%       |
| укупно: 388 |             |             |             |             |

## Знамените личности
- Мирон Николић, епископ пакрачки (1890-1941)

## Фото галерија
- Поглед на село са моста преко реке Карашице
- Поглед на Карашицу
- Црква Свете тројице
- Зграда основне школе
- Главна улица кроз село